# Вальзее-Зіндельбург
Вальзее-Зіндельбург (нім. Wallsee–Sindelburg) — місто в Австрії, в окрузі Амштеттен у Нижній Австрії. Населення становить 2213 жителів (дані на 1 січня 2024 р.).

## Географія

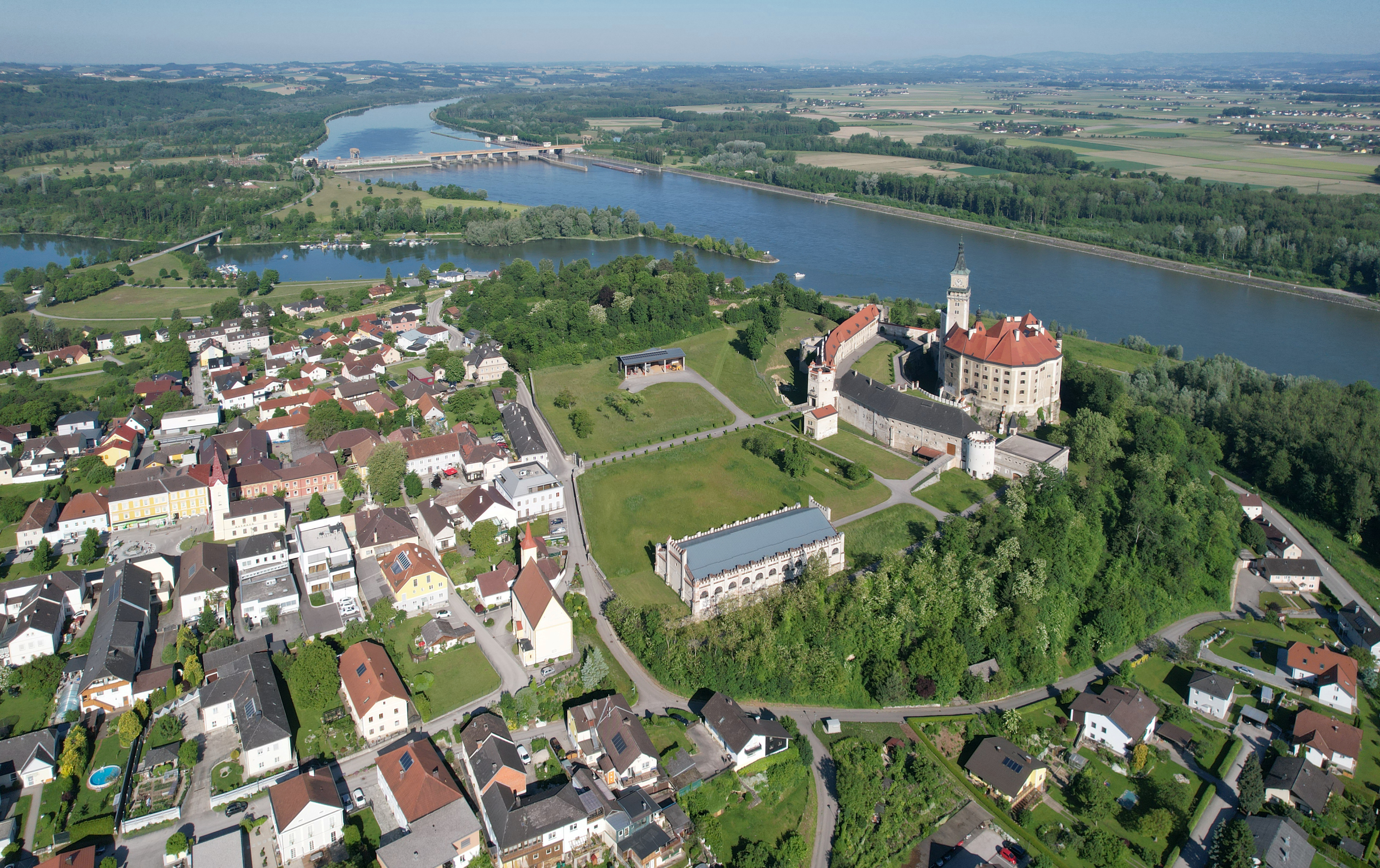
Краєвид міста з висоти, 2021 р.

Вальзее-Зіндельбург розташоване у північно-західній частині Моствіртеля у Нижній Австрії, на південь від Західного автобану на річці Дунай. Близько 26 % муніципалітету вкриті лісами.

## Історія
Археологічні знахідки на території муніципалітету доводять, що Вальзее та Зіндельбург були заселені вже в кам'яному віці. Історіографія Вальзее починається з римських часів, коли ця територія входила до складу провінції Норик. Нижче сучасної ринкової площі знаходяться залишки допоміжного форту розміром 200×160 м (знахідки знаходять в місцевому Римському музеї). У 1295—1296 рр. тут повстало австрійське дворянство, очолюване Конрадом фон Зоммерау, який перебував у сусідньому замку Зоммерау і ворогував у регіоні, проти герцога Альбрехта I. Після придушення повстання народ Зоммерау втратив усі феодальні володіння, а Генріх I фон Вальдзе–Валтзе отримав у володіння Зоммерау та Зіндельбург. В 1301 року був побудований замок, який інсує до сьогодні. У 1368 році замок отримав назву «Nieder Wallsee», щоб відрізнити його від замку Oberwalllsee у Верхній Австрії, який був побудований в 1364 році. Водночас із замком було перебудовано ринок і обладнано костел, про що документально свідчить 1362 рік. У XIV столітті Вальзее також отримав права на ринок. Про колишню торгівлю сіллю нагадує «Соляний дім» у місті. Використання ринкової печатки зафіксовано приблизно з 1620 року. На 1631 році зображені жорна та чудовисько над стилізованими дунайськими хвилями. Приблизно з 1500 до 1895 року під скелею замку з пісковика працювала фабрика жорен, яка доставляла до Угорщини та Чорного моря і разом із кар'єром жорен Шерера формувала центр центральноєвропейського виробництва жорен. Цех жорен опікувався також костелом Св. Анни, який був відомий як «кам'яна каплиця» (сьогодні філіальний костел). Після 1945 року річка Дунай визначила економічний розвиток, зокрема через судноплавну компанію Brandner і будівництво великої Дунайської електростанції.

## Архітектурні та культурні пам'ятки

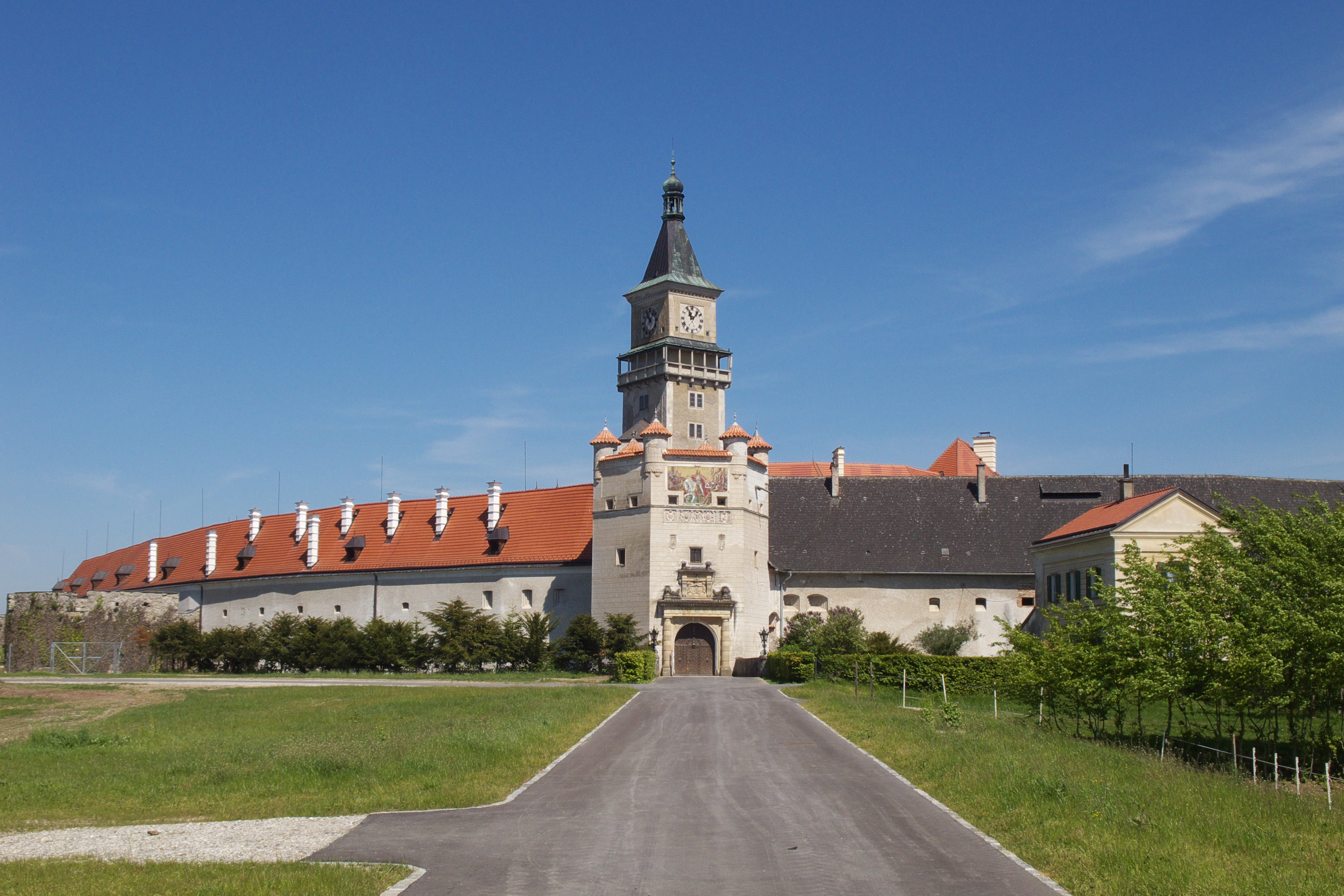
Замок Валзее
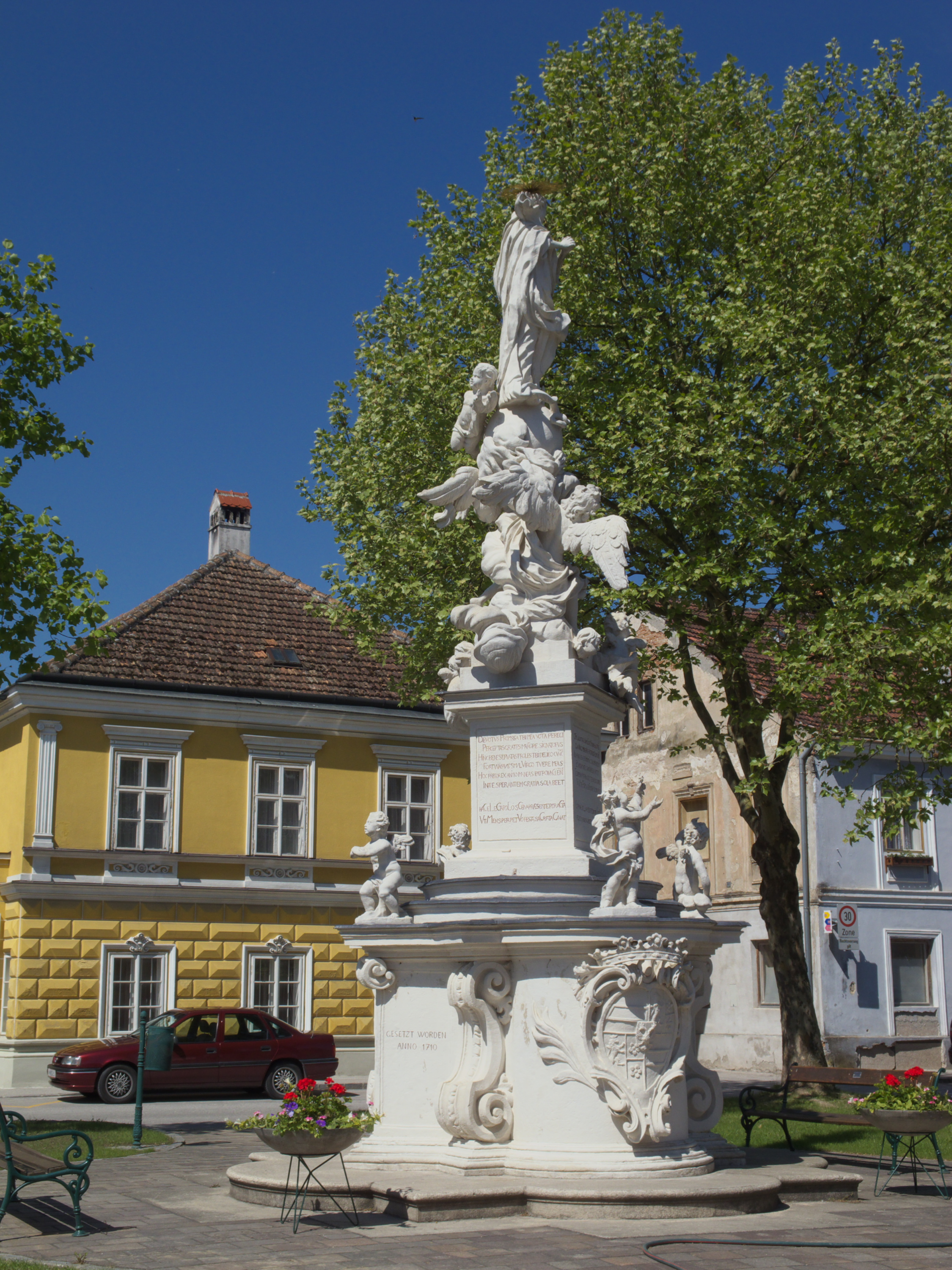
Маріанська колона на головній площі
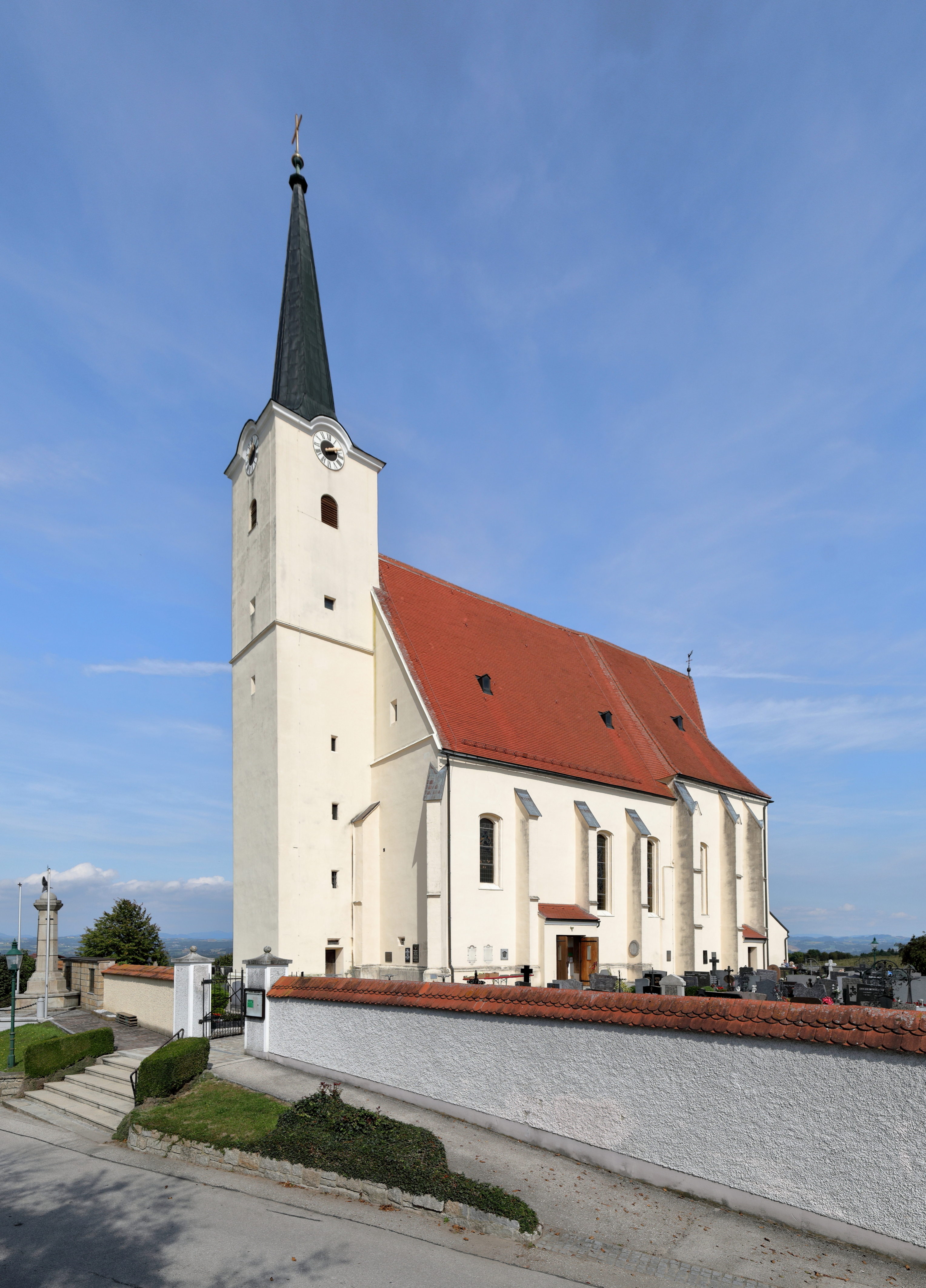
Зіндельбурзький костел
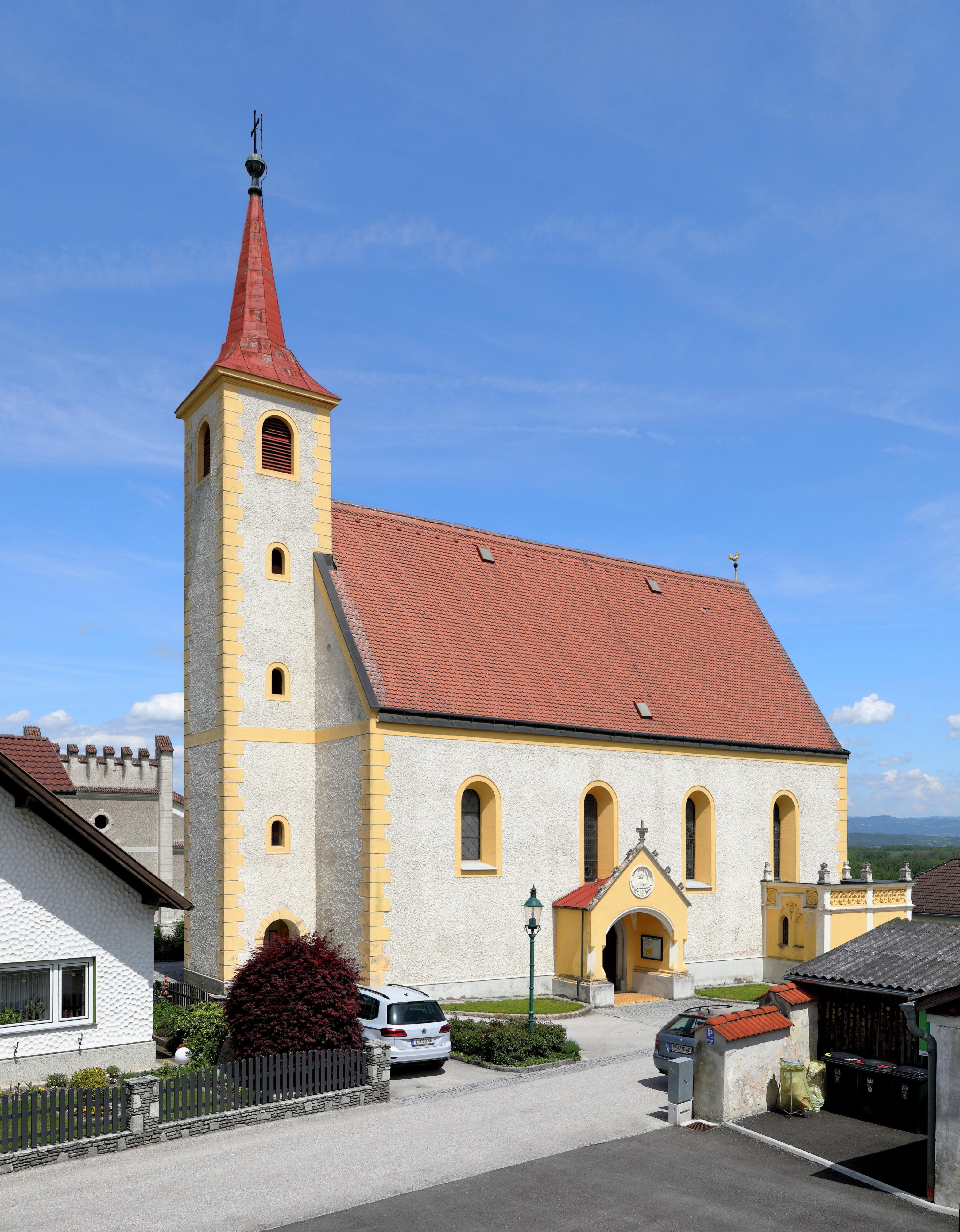
Філіальний костел св. Анни
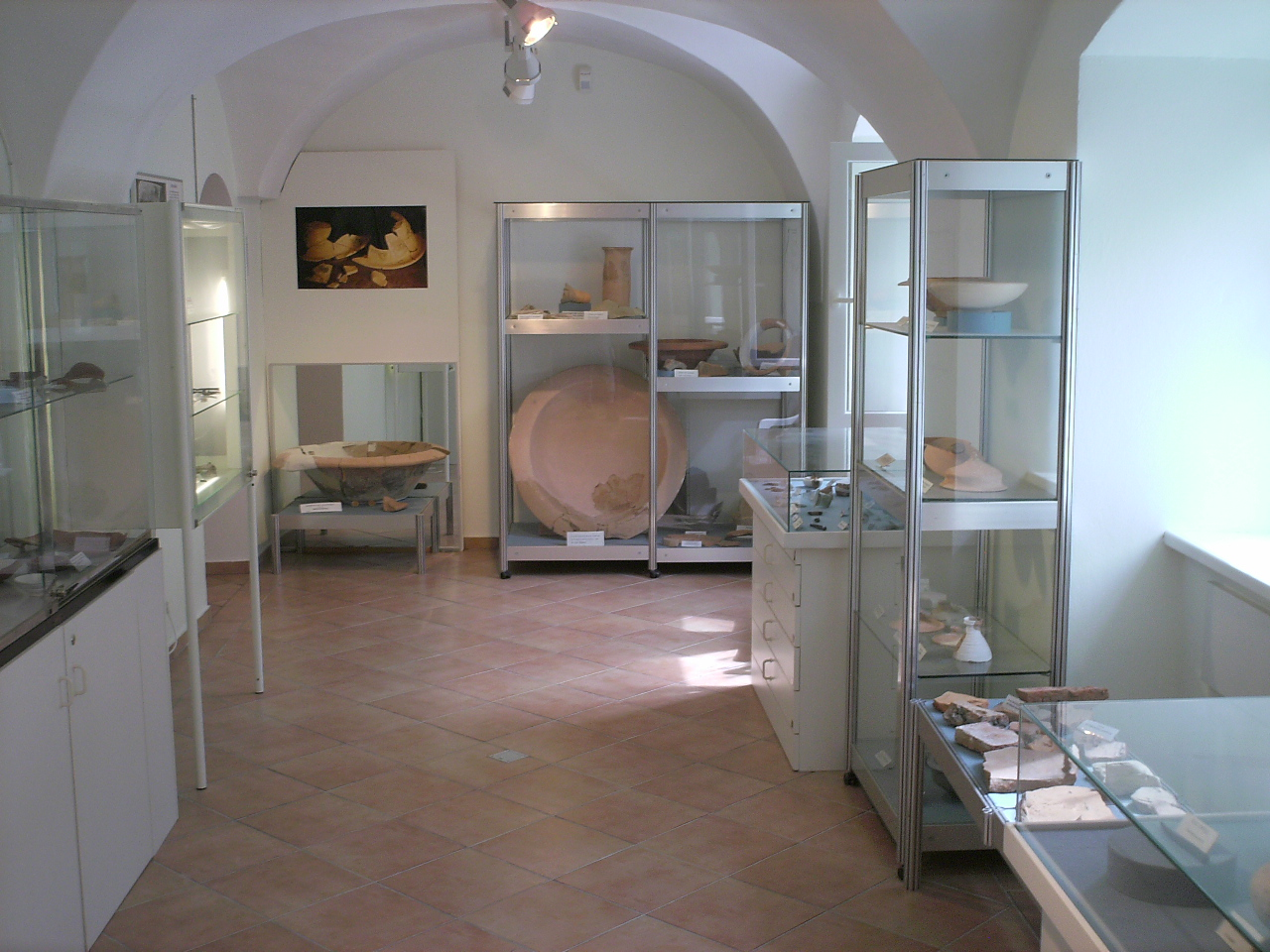
Римський музей

## Економіка та інфраструктура
У 2001 році налічувалося 66 робочих місць несільськогосподарського призначення, 98 підприємств сільського господарства та лісового господарства. За даними перепису населення 2001 року кількість працюючих за місцем проживання становила 891 чоловік. Рівень зайнятості у 2001 році становив 45 %. У 2003 році в районі в середньому налічувалося 215 безробітних.
На річці Дунай діє гідроелектростанція Вальзеее–Міттеркірхен, побудована в 1965—1968 рр. Потужність 210 мегават відповідає середньому виробленню електроенергії 10 австрійськими гідроелектростанціями на Дунаї. У той же час між мостами Маутхаузен і Грейн було створено річковий перехід, кожен на відстані приблизно 15 км. Електростанція Вальзеее–Міттеркірхен має щорічну стандартну потужність 1318,8 ГВт/год, що покриває близько двох відсотків потреб Австрії в електроенергії.
У сфері освіти є початкова та нова середня школи.

## Символіка

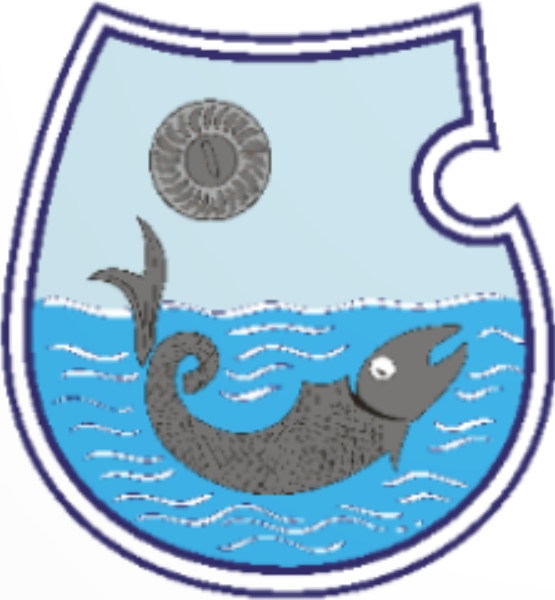
Герб міста

Перший герб міста датується XIV століттям. Він має чорно–біло–чорний щит з літерами «MW» над ним. Зображення цього можна знайти над південною брамою Зіндельбурзького костелу. З 1657 року використовувалася печатка із зображенням риби та жорна, причому жорна вказували на місцеве виробництво жорен. Спочатку рибу зображували над жорнами, а з ХІХ століття над рибою розташовані жорна.

## Персоналії
У місті поховані:
- Марія Валерія Австрійська (22 квітня 1868 — 6 вересня 1924) — ерцгерцогиня Австрійська, донька імператора Австрії Франца Йозефа I та імператриці Сіссі, дружина ерцгерцога Франца Сальватора, принца Угорщини, Хорватії та Богемії;
- Франц Сальватор (21 серпня 1866 ― 20 квітня 1939) — ерцгерцог Австрії, генерал кавалерії Збройних сил Австро–Угорщини, почесний шеф 15–го гусарського полку, чоловік Марії Валерії Австрійської.